# Le Mung
Le Mung é uma comuna francesa na região administrativa da Nova Aquitânia, no departamento de Charente-Maritime. Estende-se por uma área de 7,52 km². Em 2010 a comuna tinha 308 habitantes (densidade: 41 hab./km²).